# Abiura di me
Abiura di me è un singolo del rapper italiano Caparezza, pubblicato nel 2008 come terzo estratto dal quarto album in studio Le dimensioni del mio caos.

## Descrizione
Ottava traccia dell'album, Abiura di me contiene numerosi riferimenti a vari videogiochi. Tra questi vengono nominati Puzzle Bobble, Crash Bandicoot, Metal Gear Solid, Super Mario Bros., Tetris, Pac-Man, Lemmings, Wonder Boy, Q*bert, Double Dragon, Frogger, Guitar Hero, Resident Evil, Sonic, Ghosts 'n Goblins, Prince of Persia, Track & Field, Arkanoid e Silent Hill.

## Video musicale
Il video, presentato il 20 ottobre 2008, è stato diretto da Bonsaininja e basato sul film Tron (1982) della Disney e quindi sull'omonimo videogame. Infatti i vestiti luminosi e le Light Cycle usati da Caparezza sono gli stessi del protagonista del film.

## Formazione
Musicisti
- Caparezza – voce
- Rino Corrieri – batteria acustica
- Giovanni Astorino – basso elettrico, violoncello
- Alfredo Ferrero – chitarra, banjo
- Gaetano Camporeale – Fender Rhodes, Wurlitzer, Hammond, fisarmonica
- Diego Perrone – seconda voce
- I Cantori Nesi – cori
  - Roberta Magnetti
  - Roberta Bacciolo
  - Elena Bacciolo
  - Marino Paira
  - Silvano Borgata
  - Claudio Bovo
  - Bip Gismondi

Produzione
- Carlo U. Rossi – produzione artistica, registrazione, missaggio
- Caparezza – produzione artistica, preproduzione
- Claudio Ongaro – produzione esecutiva
- Antonio Baglio – mastering